# Maximilian Dörnbach
Maximilian Dörnbach (Heilbad Heiligenstadt, 24 de diciembre de 1995) es un deportista alemán que compite en ciclismo en la modalidad de pista.
Ganó cinco medallas en el Campeonato Europeo de Ciclismo en Pista entre los años 2022 y 2025. Participó en los Juegos Olímpicos de París 2024, ocupando el sexto lugar en la prueba de velocidad por equipo.

## Medallero internacional
| Campeonato Europeo | Campeonato Europeo       | Campeonato Europeo | Campeonato Europeo |
| Año                | Lugar                    | Medalla            | Competición        |
| ------------------ | ------------------------ | ------------------ | ------------------ |
| 2022               | Múnich (Alemania)        | Medalla de plata   | Keirin             |
| 2022               | Múnich (Alemania)        | Medalla de bronce  | 1 km contrarreloj  |
| 2023               | Grenchen (Suiza)         | Medalla de bronce  | 1 km contrarreloj  |
| 2025               | Heusden-Zolder (Bélgica) | Medalla de plata   | 1 km contrarreloj  |
| 2025               | Heusden-Zolder (Bélgica) | Medalla de plata   | Keirin             |